# Carnotit
Carnotit ist ein häufig vorkommendes Mineral aus der Mineralklasse der „Oxide und Hydroxide“ (ehemals Phosphate, Arsenate und Vanadate).
Es kristallisiert im monoklinen Kristallsystem mit der chemischen Zusammensetzung K2[UO2|VO4]2 • 3H2O und entwickelt meist massige oder erdige Mineral-Aggregate, selten aber auch tafelige bis nadelige Kristalle bis etwa 2 mm Größe von hell- bis dunkelgrüner oder gelbgrüner Farbe bei hellgelber Strichfarbe.

## Etymologie und Geschichte
Erstmals entdeckt wurde Carnotit in der „Rajah Mine“ bei Uravan im Montrose County (Colorado) in den USA und beschrieben 1899 durch Charles Friedel und Edouard Cumenge, die das Mineral nach dem französischen Chemiker Marie Adolphe Carnot benannten.

## Klassifikation
In der veralteten 8. Auflage der Mineralsystematik nach Strunz gehörte der Carnotit zur Mineralklasse der „Phosphate, Arsenate, Vanadate“ und dort zur Abteilung „Wasserhaltige Phosphate, Arsenate und Vanadate mit fremden Anionen“, wo er gemeinsam mit Francevillit, Metatyuyamunit, Sengierit, Vanuralit und Tyuyamunit in der „Carnotit-Tujamunit-Gruppe“ mit der Systemnummer VII/D.23 steht.
In der zuletzt 2018 überarbeiteten Lapis-Systematik nach Stefan Weiß, die formal auf der alten Systematik von Karl Hugo Strunz in der 8. Auflage basiert, erhielt das Mineral die System- und Mineralnummer VII/E.11-050. Dies entspricht der Klasse der „Phosphate, Arsenate und Vanadate“ und dort der Abteilung „Uranyl-Phosphate/Arsenate und Uranyl-Vanadate mit [UO2]2+–[PO4]/[AsO4]3− und [UO2]2+–[V2O8]6−, mit isotypen Vanadaten (Sincositreihe)“, wo Carnotit zusammen mit Curienit, Finchit, Francevillit, Margaritasit, Metatyuyamunit, Metavanuralit, Sengierit, Strelkinit, Tyuyamunit, Vanuralit und Vanuranylit die „Uranyl-Gruppenvanadate mit [UO2]2+-[V2O8]6−“ mit der Systemnummer VII/E.11 bildet.
Die von der International Mineralogical Association (IMA) zuletzt 2009 aktualisierte 9. Auflage der Strunz’schen Mineralsystematik ordnet den Carnotit in die Klasse der „Oxide (Hydroxide, V[5,6]-Vanadate, Arsenite, Antimonite, Bismutite, Sulfite, Selenite, Tellurite, Iodate)“ und dort in die Abteilung „V[5,6]-Vanadate“ ein. Hier ist das Mineral in der Unterabteilung „Uranyl-Gruppenvanadate (Sorovanadate)“ zu finden, wo es zusammen mit Margaritasit die „Carnotitgruppe“ mit der Systemnummer 4.HB.05 bildet.
In der vorwiegend im englischen Sprachraum gebräuchlichen Systematik der Minerale nach Dana hat Carnotit die System- und Mineralnummer 40.02a.28.01. Das entspricht der Klasse der „Phosphate, Arsenate und Vanadate“ und dort der Abteilung „Wasserhaltige Phosphate etc.“. Hier findet er sich innerhalb der Unterabteilung „Wasserhaltige Phosphate etc., mit A2+(B2+)2(XO4) × x(H2O), mit (UO2)2+“ in einer unbenannten Gruppe mit der Systemnummer 40.02a.28, in der auch Margaritasit eingeordnet ist.

## Kristallstruktur
Carnotit kristallisiert monoklin in der Raumgruppe P21/a (Raumgruppen-Nr. 14, Stellung 3) mit den Gitterparametern a = 10,47 Å; b = 8,41 Å; c = 6,59 Å und β = 103,8° sowie 2 Formeleinheiten pro Elementarzelle.

## Eigenschaften
Das Mineral ist durch seinen Urangehalt von bis zu 52,8 % als sehr stark radioaktiv eingestuft und weist eine spezifische Aktivität von etwa 94,46 kBq/g auf (zum Vergleich: natürliches Kalium 31,2 Bq/g).
Carnotit ist oft schwierig von anderen Uranmineralen zu unterscheiden; gelegentlich sind dazu Röntgenstrukturanalysen notwendig.

## Bildung und Fundorte
Carnotit bildet sich durch Ablagerung in vanadium- und uranreichen Gewässern als Sedimentgestein. Begleitminerale sind unter anderem Tyuyamunit, Metatyuyamunit, Volborthit, Tangeit, Metatorbernit, Rossit, Hewettit und andere Uran- bzw. Vanadium-Oxide sowie Gips und Baryt.
Weltweit konnte Carnotit bisher (Stand: 2011) an rund 1100 Fundorten nachgewiesen werden. Wichtige Lagerstätten liegen im US-amerikanischen Bundesstaat Colorado, in Namibia (Langer Heinrich Mine) sowie in Marokko. Weitere Fundorte sind unter anderem Demokratische Republik Kongo, Colorado und Utah in den USA, sowie Tyuya Muyun in Usbekistan.

## Verwendung
Der hohe Urandioxid-Gehalt von 63 Prozent, der für die Radioaktivität des Minerals verantwortlich ist, macht es zu einem bedeutsamen Uran- und Vanadiumerz.

## Vorsichtsmaßnahmen
Aufgrund der Toxizität und der starken Radioaktivität des Minerals sollten Mineralproben vom Carnotit nur in staub- und strahlungsdichten Behältern, vor allem aber niemals in Wohn-, Schlaf- und Arbeitsräumen aufbewahrt werden. Ebenso sollte eine Aufnahme in den Körper (Inkorporation, Ingestion) auf jeden Fall verhindert und zur Sicherheit direkter Körperkontakt vermieden sowie beim Umgang mit dem Mineral Atemschutzmaske und Handschuhe getragen werden.